# Халиуны Болдбаатар
Халиуны Болдбаатар (род. 20 октября 1971, Улан-Батор) — монгольский самбист и дзюдоист, серебряный (1991, 1997, 1999) и бронзовый (1995, 2001) призёр чемпионатов Азии по дзюдо, чемпион (1998) и бронзовый призёр (1994) Азиатских игр по дзюдо, чемпион мира по самбо 1998 года, победитель розыгрыша Кубка мира 1998 года, участник летних Олимпийских игр 1992 и 1996 годов. По самбо выступал во второй полусредней весовой категории (до 74 кг).

## Выступления на Олимпиадах
На летней Олимпиаде 1992 года в Барселоне Болдбаатар победил российского дзюдоиста, представлявшего Объединённую команду Магомедбека Алиева, представителя Центральноафриканской Республики Симеона Торонло, но проиграл венгру Берталана Хайтоша. В утешительной серии монгол победил канадца Романа Хатасита и алжирца Мезяне Дахмани, но уступил израильтянину Шай-Орэну Смадже и занял итоговое 7-е место.
На следующей Олимпиаде в Атланте монгол победил аргентинца Себастьяна Алквати, американца Джеймса Педро и грузина Владимира Дгебуадзе. Победную серию Болдбаатара прервал японец Кэндзо Накамура. В утешительной серии монгол проиграл французу Кристофу Гальяно и стал пятым в общем зачёте.

## Тренерская карьера
Был тренером сборной Китая по дзюдо. С 2019 года главный тренер сборной Монголии по дзюдо. Один из его воспитанников Найдангийн Тувшинбаяр (1984) — монгольский дзюдоист, первый монгольский олимпийский чемпион (летняя Олимпиада 2008 года, Пекин), серебряный призёр летней Олимпиады 2012 года в Лондоне.

## Семья
Супруга Мунхзая Цедевсурен (1986) — монгольская самбистка и дзюдоистка, бронзовый призёр чемпионатов мира по самбо и дзюдо, участница летних Олимпиад 2012 и 2016 годов.